# Fuga de cerebros 2
Fuga de cerebros 2: Ahora en Harvard (2011) es una película española dirigida por Carlos Therón y protagonizada por Adrián Lastra, Patricia Montero y Paula Prendes. Producida por Antena 3 Films, Cangrejo Films y Estudios Hackenbrush, S.L, y estrenada el 2 de diciembre, comenzó a rodarse el 13 de junio de 2011 en Cantabria y la Comunidad de Madrid hasta el 29 de julio. Es la secuela de Fuga de Cerebros y en 2013 se hizo en Italia una versión con el mismo título, Fuga di Cervelli, dirigida por Paolo Ruffini.

## Sinopsis
Alfonso (Adrián Lastra) es el hermano pequeño de Emilio (Mario Casas) y está enamorado de Sara (Paula Prendes), la cual decide irse a estudiar a Harvard. Ayudado por sus amigos Corneto (Pablo Penedo), el ciego Chuli (Alberto Amarilla), el camello gitano Cabra (Canco Rodríguez), el paralítico heavy Ruedas (Gorka Lasaosa) y el jefe de la fraternidad Vicente (El Langui), Alfonso llegará a Estados Unidos para conquistarla y se reencontrará con la guapísima Marta (Patricia Montero) su amor de la infancia. Sin quererlo, el joven deberá decidir entre una u otra...

## Reparto
| Intérprete              | Personaje                            |
| ----------------------- | ------------------------------------ |
| Adrián Lastra           | Alfonso Carbajosa Benito             |
| Patricia Montero        | Marta                                |
| Alberto Amarilla        | José Manuel Sánchez Expósito "Chuli" |
| Gorka Lasaosa           | Rafael Garrido Calvo "Ruedas"        |
| Pablo Penedo            | Felipe Roldán Salas "Corneto"        |
| Canco Rodríguez         | Raimundo Vargas Montoya "Cabra"      |
| El Langui               | Vicente                              |
| Paula Prendes           | Sara                                 |
| Mariano Peña            | Julián Roldán                        |
| Loles León              | Rita Calvo                           |
| Paco Tous               | Adrián                               |
| Hannah New              | Nancy                                |
| David Hasselhoff        | Padre Quarterback                    |
| Flor Garribia           | Ella misma                           |
| Hannah Kumari           | Yasmina                              |
| Rose Skerpac            | Decana                               |
| Sebastian Sundback      | Quarterback                          |
| Marianne Maili          | Madre Quaterback                     |
| Manolo Solo             | Ernesto                              |
| Gillian Apter           | Cathy                                |
| Jaime Kavanagh          | John                                 |
| Fabio Sartor            | Profesor Triviani                    |
| Walter May              |                                      |
| Davinder Singh          |                                      |
| Paul Leonard            |                                      |
| Sergio Daganzo          |                                      |
| Lucía Fernández         | Marta 6 años                         |
| Javier Cidoncha         | Alfonso 13 años                      |
| Gorka Aguinagalde       |                                      |
| Olga Lozano             |                                      |
| Mario Casas             |                                      |
| Rafael Vázquez          |                                      |
| Manuel Vidal            |                                      |
| Chiqui Sánchez          |                                      |
| Geoffrey Bateman        |                                      |
| Simon Cohen             |                                      |
| Javier Mora             | Primo cabra                          |
| Kees Harmsen            |                                      |
| Danny Silva             |                                      |
| Jesús Regidor           |                                      |
| Curro Velázquez         |                                      |
| Halil Diop              |                                      |
| Christian Nyström       |                                      |
| Antonio Dechent         | Padre Cabra                          |
| Patricia Drovna         | Dama de Honor                        |
| Eric Goode              | Jefe Policía 2                       |
| Ajay Jethi              | Traductor                            |
| Benjamin Nathan-Serio   | Quarterback                          |
| Daniel J. Silva         | Estudiante de Zoología               |
| Christian Stamm         | Policía 3                            |
| Chanel Terrero          | Dama de Honor 2                      |
| Mark Vincent            | Oficial de Aduanas                   |
| Ben Vinnicombe          | Jefe Policía 1                       |
| Luis Fernández de Eribe | Hombre                               |
| PlayCacao               | Extra                                |
| Rocco Salata            | Oficial de Aduanas                   |

## Taquilla
La película recibió una recaudación de 5.308.296,86 € y 844.788 espectadores, quedando muy atrás de su precuela, que fue la película más vista en España en 2009.
En la clasificación de comedia, fue la segunda más taquillera en España del año por detrás de Torrente 4.